# Friedrich List
Georg Friedrich List (6 de agosto de 1789 - 30 de noviembre de 1846) fue un destacado economista alemán del siglo XIX que desarrolló el Sistema Nacional del Mundo Monetario o lo que algunos hoy llamarían el Sistema de Innovación Nacional. Fue un antecesor de la escuela historicista alemana de economía, y considerado el teórico original de la Unión Europea cuyas ideas fueron la base de la Comunidad Económica Europea.

## Biografía
Nació en Reutlingen, Württemberg. No deseando continuar la ocupación de su padre, que era un próspero curtidor, fue empleado en el servicio público, y hacia 1816 había llegado al puesto de subsecreteario ministerial. En 1817 fue designado profesor de administración y política en la Universidad de Tübingen, pero la caída del ministerio en 1819 le obligó a renunciar. Como diputado de la cámara de Württemberg, abogó activamente por reformas administrativas. Finalmente fue expulsado de la cámara y en abril de 1822 fue sentenciado a diez meses de prisión, con trabajos forzados en la fortaleza de Asperg. Escapó a Alsacia, y después de visitar Francia e Inglaterra regresó en 1824 a terminar su sentencia, y fue liberado bajo palabra de emigrar a Estados Unidos. Allí residió de 1825 a 1832, primero dedicándose a la agricultura y luego al periodismo.
Fue en Estados Unidos donde obtuvo la inspiración, a partir del estudio del trabajo de Alexander Hamilton, que lo llevó a la economía y a sus visiones englobadas en el llamado Sistema Nacional, que fue posteriormente realizado en el Sistema Americano de Henry Clay. Su independencia económica vino dada por el descubrimiento de yacimientos de carbón en tierras que había adquirido, y fue cónsul de los Estados Unidos en Leipzig en 1832. Abogó con firmeza por la extensión del sistema de ferrocarriles en Alemania, y el establecimiento del Zollverein, que unificó económicamente a Alemania, fue logrado en gran medida gracias a su entusiasmo y ardor. «En 1841 le ofrecieron el puesto de editor del Rheinische Zeitung, un nuevo diario liberal que se estaba estableciendo en Colonia. Pero declaró que problemas de salud le impedían aceptar el puesto - que eventualmente fue para Karl Marx.» Sus últimos días fueron desafortunados; perdió muchas de sus propiedades en Estados Unidos en una crisis financiera, la enfermedad lo invadió, y se quitó la vida el 30 de noviembre de 1846.

## Influencias
Las conclusiones prácticas de List fueron diferentes a las de Adam Müller (1779-1829) que también se oponía a Adam Smith. Estuvo muy influido por Alexander Hamilton y la Escuela Americana basada en los principios económicos de Hamilton, incluyendo a Daniel Raymond, y sus críticas a la doctrina de Adam Smith. Se opuso al principio cosmopolita del sistema económico de la época y la doctrina absoluta de libre comercio que estaba en armonía con ese principio, y como alternativa desarrolló el argumento de la industria naciente, a la que había sido expuesto por Hamilton y Raymond. Resaltó la idea nacional e insistió en los requistos específicos de cada nación de acuerdo a sus circunstancias y, especialmente, su grado de desarrollo. Se le conoce por dudar de la sinceridad de las llamadas al libre comercio de los países desarrollados, en particular Gran Bretaña:
Para cualquier nación que, por medio de medidas protectoras y restricciones a la navegación, haya elevado su poder industrial y su capacidad de transporte marítimo hasta tal grado de desarrollo que ninguna otra nación pueda sostener una libre competencia con ella, nada será más sabio que eliminar esa escalera por la que subió a las alturas y predicar a otras naciones los beneficios del libre comercio, declarando en tono penitente que siempre estuvo equivocada vagando en la senda de la perdición, mientras que ahora, por primera vez, ha descubierto la senda de la verdad

## Economía basada en las naciones

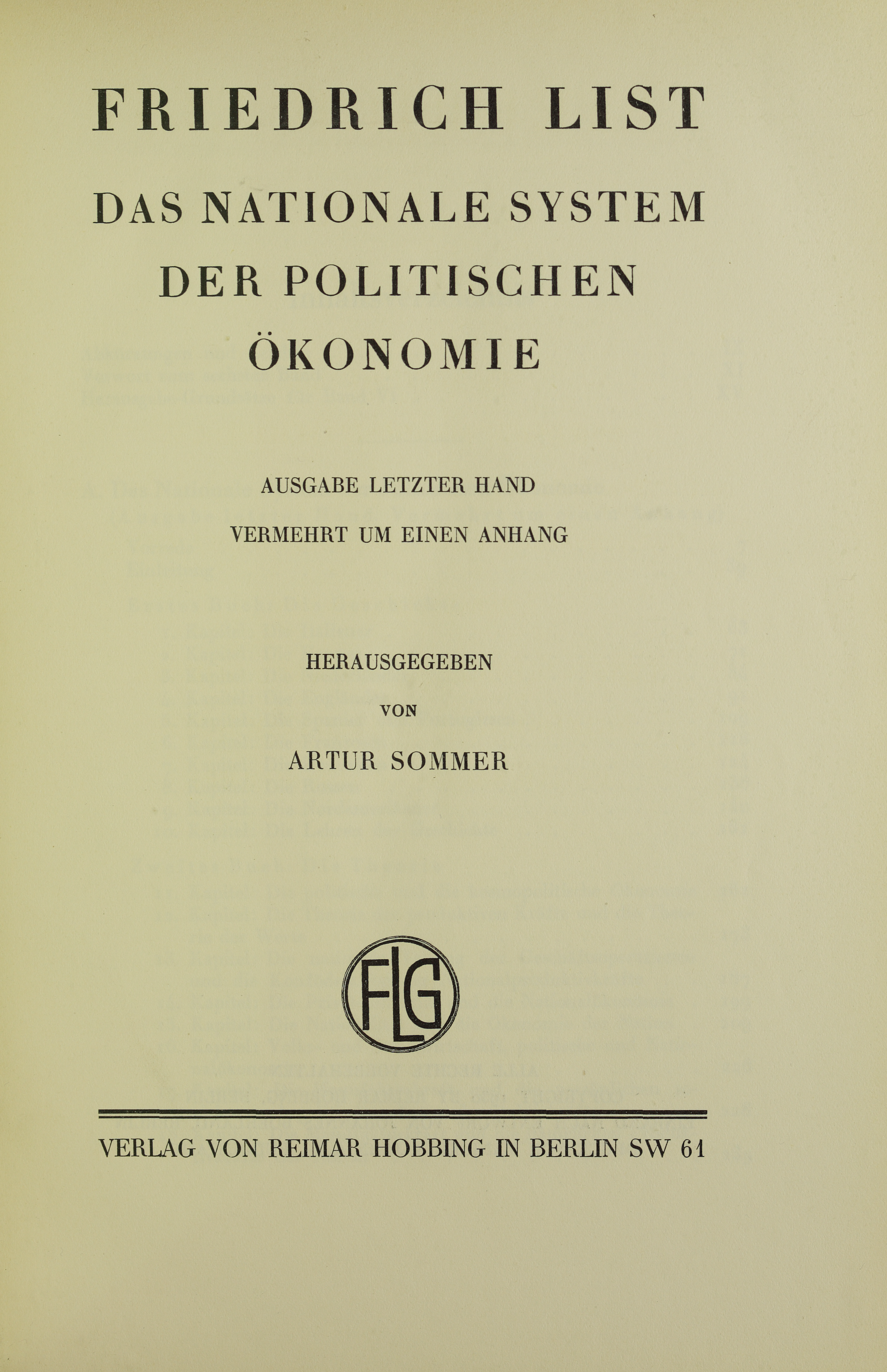
Das nationale System der politischen Ökonomie, 1930.

La teoría de economía nacional de List se diferenciaba de las doctrinas de economía individual y economía cosmopolita de Adam Smith y Jean-Baptiste Say. List compara el comportamiento económico de un individuo con el de una nación. Un individuo promueve sólo sus propios intereses personales mientras que un estado promueve el bienestar de todos sus ciudadanos. Así:
- Un individuo puede prosperar a partir de las actividades que perjudican los intereses de una nación. «La esclavitud puede ser una calamidad pública para un país; sin embargo, a algunas personas les puede ir muy bien en el ejercicio de la trata de esclavos y en la posesión de ellos».
- Del mismo modo, actividades beneficiosas para la sociedad podrían lesionar los intereses de ciertos individuos. «Los canales y los ferrocarriles pueden hacer mucho bien a una nación, pero todos los carreteros se quejarán de esta mejora. Cada nuevo invento tiene algún inconveniente para cierto número de individuos y, no obstante, ser una bendición pública».

List argumentaba que, aunque cierta acción del gobierno era esencial para estimular la economía, un excesivo entusiasmo gubernamental podría hacer más daño que bien. «Es una mala política regular todo y promover todo mediante el empleo de fuerzas sociales, cuando hay cosas que se pueden regular mejor por sí mismas y pueden ser promocionadas por el esfuerzo privado; pero no es menos mala la política dejar a su aire aquellas cosas que únicamente pueden ser promovida a través de la interfencia del poder social».
Debido a la «unión universal» que las naciones tienen con su pueblo, afirmó List que «de esta unión política se origina su unión comercial, y es a consecuencia de la paz perpetua así mantenida que la unión comercial ha llegado a ser tan beneficiosa para ellas. ... Que el resultado de un libre comercio generalizado no sería una república universal, sino un sometimiento universal de las naciones menos avanzadas a las que dominan en manufactura y en poder comercial y naval, es una conclusión apoyada por razones muy poderosas. ... Una república universal ..., es decir, una unión de las naciones de la tierra por el que se reconocen las mismas condiciones de derecho entre ellas y renuncian a la auto-compensación, sólo se puede lograr si un gran número de nacionalidades alcanzan el mismo grado que sea posible de industria y civilización, refinamiento político y poder. Sólo con la formación gradual de esta unión puede el libre comercio ser desarrollado; sólo como resultado de esta unión se pueden atribuir a todas las naciones las mismas ventajas que ahora están experimentado las provincias y estados que están políticamente unidos. El sistema de protección, en la medida en que constituye el único medio de poner a las naciones que están muy lejos de la civilización en igualdad de condiciones que la nación predominante, parece ser el medio más eficaz de fomentar la unión definitiva de las naciones, y por lo tanto, de promover la verdadera libertad de comercio.»
En su séptima carta List repitió su afirmación de que los economistas deberían darse cuenta de que, dado que el género humano está dividido en estados independientes, «una nación actuaría imprudentemente tratando de promover el bienestar de toda la raza humana a expensas de su fuerza, bienestar e independencia particular. Es un dictado de la ley de auto-conservación hacer que sus avances particulares en poder y fortaleza sean los primeros principios de su política» . Un país no debería contar el coste de la defensa del comercio exterior de sus comerciantes. Y «los intereres manufactureros y agrícolas deben ser promovidos y protegidos incluso por medio de sacrificios para la mayoría de las personas, si se puede demostrar que la nación nunca adquiriria la perfección necesaria ... sin las medidas de protección.»

## Desacuerdos con las ideas de Adam Smith
List argumentó que los estadistas tenían dos responsabilidades: «una a la sociedad contemporánea y otra a las generaciones futuras». Normalmente, la mayor parte de la atención de los líderes está ocupada por asuntos urgentes, dejando poco tiempo para examinar los problemas del futuro. Pero cuando un país haya llegado a un punto de inflexión en su desarrollo, sus dirigentes se verán obligados moralmente a hacer frente a cuestiones que afectan a la próxima generación. «En el umbral de una nueva fase en el desarrollo de su país, los estadistas deben estar preparados para mirar a largo plazo, a pesar de la necesidad de abordar también las cuestiones de inmediata urgencia». La doctrina fundamental de List era que la verdadera riqueza de una nación es el pleno y polifacético desarrollo de su fuerza productiva, en lugar de sus valores de cambio actuales. Por ejemplo, la educación económica debe ser más importante que la producción inmediata de valor, y puede ser que sea justo que una generación deba sacrificar su ganancia y provecho para asegurar la fuerza y habilidad en el futuro. En condiciones normales, un país económicamente maduro también debe desarrollar la agricultura, la industria y el comercio. Pero los dos últimos factores son más importantes porque influyen mejor en la cultura e independencia de la nación. Estos factores estaban especialmente relacionados con la navegación, los ferrocarriles y la alta tecnología, mientras que un estado puramente agrícola tiende a estancarse. Sin embargo, List proclama, que sólo los países en regiones templadas estaban adaptados para hacer crecer las formas superiores de la industria. Por otro lado, las regiones tropicales tenían un monopolio natural en la producción de ciertas materias primas. Por lo tanto, hubo una espontánea división del trabajo y confederación de poderes entre estos dos grupos de países.
List sostenía que el sistema económico de Smith no es un sistema industrial, sino un sistema mercantil, y lo llamó «el sistema de valor de cambio». A diferencia de Smith, sostenía que el interés inmediato privado de las personas no daría lugar al mayor bien de la sociedad. La nación se situaba entre el individuo y la humanidad, y estaba definida por su lengua, costumbres, desarrollo histórico, cultura y la constitución. Esta unidad debe ser la primera condición de seguridad, bienestar, progreso y civilización del individuo. Los intereses económicos privados, como todos los demás, deben estar subordinados al mantenimiento, la realización y el fortalecimiento de la nación.

## Etapas del desarrollo económico
List teorizó que las naciones de zona templada (que están equipadas con todas las condiciones necesarias) naturalmente pasan por etapas de desarrollo económico en el avance de su normal estado económico: 
- vida pastoral
- agricultura
- unión de agricultura y manufactura
- la agricultura, las manufacturas y el comercio se combinan

El progreso de la nación a través de estas etapas es la tarea del estado, que debe crear las condiciones necesarias para el progreso mediante el uso de la legislación y la acción administrativa. Este punto de vista conduce a la clasificación de List de la política industrial. Toda nación debe comenzar con el libre comercio, estimular y mejorar su agricultura por el comercio con las naciones más ricas y cultivadas, importando manufacturas extranjeras y exportando materias primas. Cuando es tan avanzada económicamente que puede fabricar por sí misma debe utilizarse la protección para permitir que las industrias nativas se desarrollen, y salvarlas de ser dominadas por la competencia más fuerte de las industrias extranjeras en el mercado interno. Cuando las industrias nacionales han crecido lo suficientemente en fuerza para que esta competencia no sea una amenaza, entonces la etapa más alta de progreso se ha alcanzado, el libre comercio de nuevo debería ser la regla, y la nación podría perfectamente ser incorporada a la unión industrial universal. Lo que una nación pierde en el intercambio durante el período de protección, lo supera en el largo plazo en fuerza productiva. El gasto temporal es análogo a la del costo de la educación industrial del individuo.
«En un millar de casos, el poder del Estado se ve obligado a imponer restricciones a la industria privada. Evita que el propietario de un buque embarque esclavos en la costa occidental de África y los lleve a América. Impone normas en cuanto a la construcción de barcos de vapor y las reglas de navegación en el mar, con el fin de que los pasajeros y marineros no puedan ser sacrificados por la avaricia y capricho de los capitanes. ... En todas partes considera el Estado su deber proteger al público contra el peligro y la pérdidas, como en la venta de lo necesario para la vida, así como también en la venta de medicamentos, etc»

## Visión de Gran Bretaña y el comercio mundial
Si bien List una vez había instado a Alemania a unirse a otras naciones manufactureras de segunda fila «para contrarrestar la supremacía de la Gran Bretaña insular», hacia 1841 consideró que los Estados Unidos y Rusia se convertirían en los países más poderosos, una opinión expresada por Alexis de Tocqueville el año anterior. List esperaba persuadir a los líderes políticos de Inglaterra que cooperasen con Alemania para evitar este peligro. Su propuesta tal vez no fuese tan descabellada como podría parecer a primera vista. En 1844, el autor de un artículo en una destacada revista había declarado que «desde todos los puntos de vista, ya sean políticos o comerciales, no podemos tener una alianza mejor que la de la nación alemana; que extiende sus 42 millones de almas sobre la superficie del centro de Europa sin interrupción»
La conclusión práctica a que llegó List para Alemania fue que necesitaba para su progreso económico un territorio extenso y delimitado convenientemente que llegase a la costa tanto en el norte como en el sur, y una vigorosa expansión de la manufactura y el comercio; y que la forma de llegar a lo anterior pasaba por una legislación sensata de protección con una Unión Aduanera de Alemania, y una Ley de Navegación alemana. El espíritu nacional alemán, que luchaba por su independencia y poder a través de la unión, y la industria nacional, despertada de su letargo y con ganas de recuperar el terreno perdido, fueron favorables para el éxito del libro de List que produjo una gran sensación. Hábilmente representó las tendencias y demandas de su tiempo en su propio país; su trabajo tuvo el efecto de fijar la atención, no sólo de las clases especulativas y oficiales, sino de los hombres prácticos en general, sobre cuestiones de economía política; y fueron sus ideas, sin duda, el fundamento económico de la Alemania moderna en su aplicación por el genio práctico de Bismarck.
List consideró que el Sistema Continental de Napoleón, destinado únicamente a dañar a Gran Bretaña durante una larga y amarga guerra, había sido de hecho muy bueno para la industria alemana. Esto era contrario a lo que creían los seguidores de Adam Smith. Como dijo List: 
Me di cuenta de que la teoría popular no tenía en cuenta las naciones, sino a toda la raza humana, por una parte, o al individuo por la otra. Vi claramente que la libre competencia entre dos naciones que son muy civilizados sólo pueden ser de beneficio mutuo en caso de que ambas estén en una posición casi igual de desarrollo industrial, y que cualquier nación que a causa de ciertas desgracias esté detrás de otras en industria, comercio y navegación ... debe ante todo fortalecer sus poderes individuales, con el fin de estar en condiciones por sí misma de entrar en libre competencia con naciones más avanzadas. En una palabra, me di cuenta de la distinción entre economía política y cosmopolita.
El argumento de List era que Alemania debería seguir las prácticas inglesas reales en lugar de las abstracciones de las doctrinas de Smith: 
Si los ingleses hubiesen dejado las cosas por sí mismas --«Laissez faire, laissez aller», como la popular escuela económica recomienda -- los comerciantes [alemanes] de Steelyard [base del comercio hanseático] todavía estarían ejerciendo su actividad en Londres, los belgas seguirían fabricando ropa para los ingleses, Inglaterra seguiría siendo el criador de ovejas de la Liga Hanseática, al igual que Portugal se convirtió en la viña de Inglaterra, y ha permanecido así hasta nuestros días, debido a las estratagemas de un diplomático astuto. De hecho, es más que probable que sin su [altamente proteccionista] política comercial Inglaterra nunca habría llegado al alto grado de libertad municipal e individual que ahora posee, porque esa libertad es la hija de la industria y la riqueza.

## Ferrocarriles
List fue el principal promotor de los ferrocarriles en Alemania. Sus propuestas sobre cómo poner en marcha un sistema se adoptó ampliamente. Resumió las ventajas que se derivarían del desarrollo del sistema ferroviario en 1841:
- Como un medio de defensa nacional, facilita la concentración, la distribución y la dirección del ejército.
- Es un medio para la mejora de la cultura de la nación .... Trae talento, conocimientos y habilidades de todo tipo con facilidad al mercado.
- Asegura la comunidad contra la escasez y el hambre, y contra la excesiva fluctuación de los precios de las cosas necesarias de la vida.
- Promueve el espíritu de la nación, ya que tiene una tendencia a destruir el espíritu filisteo que surge del aislamiento y los prejuicios provincianos y la vanidad. Une a las naciones por medio de ligamentos, y promueve el intercambio de alimentos y de productos básicos, hace sentir el ser una unidad. Los rieles se convierten en un sistema nervioso que, por un lado, refuerzan la opinión pública y, por otro, refuerzan el poder del estado para propósitos policiales y gubernamentales.[16]

## Legado

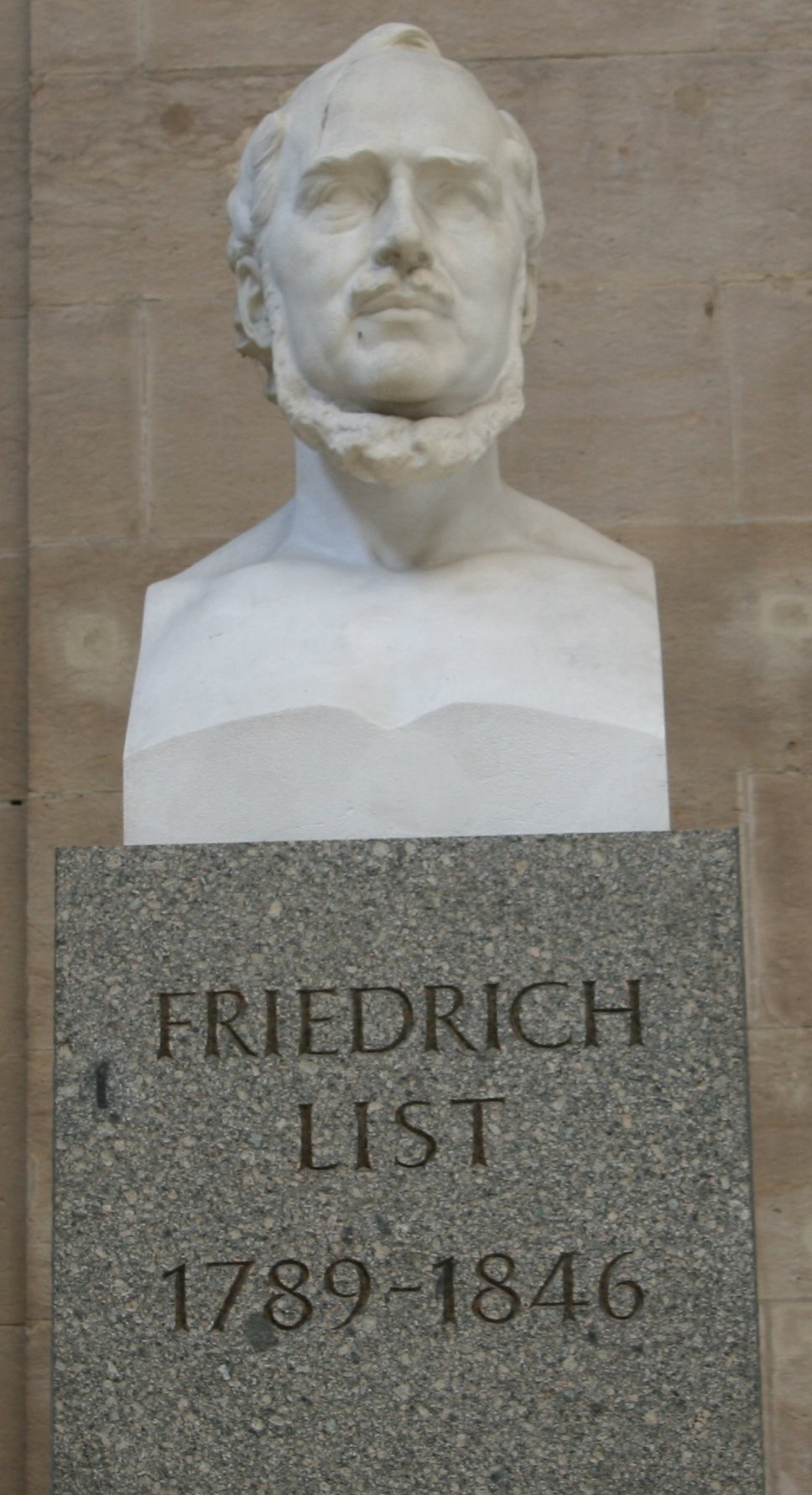
Estatua conmemorativa en la estación principal de tren de Leipzig.

El principal trabajo de List es Das System der Politischen Ökonomie (1841) traducido al español como El Sistema Nacional de Economía Política. 
Antes de 1914, List y Marx eran los dos economistas y teóricos del desarrollo alemanes más conocidos. 
«Este libro ha sido traducido con mayor frecuencia que las obras de cualquier otro economista alemán, con excepción de Karl Marx».
Se le atribuye su influencia en el nacionalsocialismo en Alemania, y sus ideas se acreditan como la base de la Comunidad Económica Europea.
Su influencia entre las naciones en desarrollo ha sido considerable. Japón ha seguido su modelo. También se ha argumentado que las políticas de Deng Xiaoping , sucesor de Mao, se inspiraron en List.
Como Marx no estaba interesado en la supervivencia del sistema capitalista, no le preocupaba realmente a la política económica, salvo en la medida en que el movimiento obrero estaba involucrado. Allí su argumento se concentraba en medidas para limitar la duración de la jornada laboral y fortalecer la capacidad de negociación sindical. Su análisis estaba además limitado en gran medida a la situación en el principal país capitalista de su época, el Reino Unido, y no tuvo en cuenta los problemas de política pública de otros países occidentales en su convergencia con el país adelantado (como sí hizo Friedrich List). En la medida en que Marx se refería a otros países, era principalmente a países pobres que fueron víctimas del imperialismo occidental en la época del capitalismo mercantil.
Estos días, especialmente economistas heterodoxos como Ha-Joon Chang y Erik Reinert, mencionan a List, a menudo explícitamente, al escribir acerca de las políticas económicas adecuadas para los países en desarrollo.